# The Heart of Christmas

The Heart of Christmas est un téléfilm américain chrétien réalisé par Gary Wheeler. Il met en scène Candace Cameron Bure, Erin Bethea, Jeanne Neilson, Eric Jay Beck, George Newbern, et Matthew West. Basé sur une histoire vraie, le film met en scène la rencontre d’une femme et d'une famille s’occupant d’un enfant atteint de leucémie aiguë et la façon dont cela transforme sa foi et son attitude à l’égard de sa propre famille.

## Synopsis
Megan Walsh est une brillante femme d'affaires qui n'a pas assez de temps à accorder à son mari et ses deux enfants. Alors qu'elle accompagne ses enfants pour collecter des friandises lors d'Halloween, elle se retrouve dans une situation curieuse ou plusieurs familles sont en pleine décoration pour Noël (pourtant distant de deux mois). Ils essaient en fait d'offrir à un enfant du voisinage mourant une forme rare de leucémie, Dax, un dernier Noël. Curieuse, Megan lit le blog de la mère de Dax et inspiré, remet de l'ordre dans ses priorités.

## Distribution
- Candace Cameron Bure : Megan Walsh
- Jeanne Neilson : Julie Locke
- Eric Jay Beck : Austin Locke
- Erin Bethea : Trish Hurtgren
- Matthew West : Mark Hurtgren
- Christopher Shone : Dax Locke
- George Newbern : Dr. Don Sandler
- Nicholas Shone : Dax Locke
- Dendrie Taylor : Michelle Denford
- Anita Renfroe : Theresa
- Burgess Jenkins : Walt Walsh
- Brooke Bryan : Emma Walsh
- Hayden et Christian Nelson : Jackson Walsh
- Bruce Marchiano : Dr. McDowell